# Thysanopyga varians
Thysanopyga varians là một loài bướm đêm trong họ Geometridae.